# Gawsworth
Gawsworth est une localité anglaise située dans le comté de Cheshire.